# Gabriel Manalt Doménech

Gabriel Manalt Doménech, documentado también como Menalt, Manald y Menald, (Martorell, 16 de septiembre de 1657 – Martorell, 9 de junio de 1687) fue  un sacerdote, compositor, organista, maestro de capilla español.

## Vida
Gabriel Manalt nació en Martorell, provincia de Barcelona, el 16 de septiembre de 1657, donde su familia estaba afincada desde el siglo XVI, y fue bautizado en la misma ciudad. Existe un documento de la época en el que Manalt afirma haber nacido en Mataró, información que ha sido recogida por diversos estudiosos, pero que ha resultado ser incorrecta tras el estudio realizado por el musicólogo Ferran Balanza. Es posible que se formase en la Basílica de Santa María del Mar de Barcelona, pero no ha sido posible documentarlo con seguridad.
No hay otras noticias de Manalt hasta el 14 de mayo de 1679, fecha en la que aparece como músico formado que se presenta a las oposiciones para la organistía de la Catedral de Barcelona. Las oposiciones, no exentas de polémica, fueron ganadas por Carlos Belmonte, posiblemente emparentado (¿sobrino?) con el maestro de capilla, Luis Vicente Gargallo.
Cuatro meses más tarde, el 18 de septiembre, se presentó a las oposiciones para el cargo de organista en la Basílica de Santa María del Mar de Barcelona, donde estaba ejerciendo el cargo de forma interina. Ganó las oposiciones el 15 de octubre de 1679, a pesar del desacuerdo entre los miembros del tribunal formado por el ya mencionado Luis Vicente Gargallo; Miguel Rosquelles, maestro de Santa María del Mar; y Juan Baseya, maestro de la Catedral de Vich. Gargallo se opuso a Manalt y prefería al candidato Joan Ros, organista de la iglesia de los Santos Justo y Pastor.
Ejerció el magisterio de Santa María del Mar de forma interina en dos ocasiones: entre el 4 de agosto de 1684 al 5 de mayo de 1685, tras el fallecimiento de Miguel Rosquelles, y de nuevo el 2 de agosto del mismo año por la renuncia de Jaime Subías. Se desconoce hasta cuando duró esta segunda interinidad, quizás hasta la llegada de José Gas, pero el organista mostró su descontento por la situación.
Falleció el 9 de junio de 1687 y fue enterrado en Martorell el día siguiente. En su nota necrológica se le calificó de «hombre muy insigne en el arte de tocar el órgano y único en Cataluña».
Tiene una calle dedicada en Martorell.

## Obra

### Obra vocal
Compuso varias piezas, la mayoría para órgano, como tientos, versos y motetes, reputados todos ellos como de bastante interés y calidad.
- Avecilla, animada avecilla, villancico a doce voces;[1][3]
- Dixit Dominus, salmo a 5 voces del 2.º tono;
- Laetatus Sum, salmo a 5 voces del 5.º tono;
- Lauda Jerusalén, salmo a 5 voces del 7.º tono;
- Sacris a tres voces.

### Composiciones para órgano
Su obra conocida para órgano está incluida en dos manuscritos conservados en la Biblioteca de Cataluña. Son tientos, denominadas «gaytilla» o «partido».
- Gaitilla de mano izquierda, de 1.er tono
- Gaitilla de mano izquierda, de 8.º tono
- Ocho versos partidos de mano derecha, por los 8 tonos
- Pange lingua, himno
- Sacris solemnis, himno
- Tiento de dos manos de primer tono, para órgano, grabado en el CD El órgano histórico español: Música catalana, 1 por Josep Maria Mas i Bonet clavicordio (Francia: Auvidis Valois, 1992)
- Tiento de falsas, de 6.º tono, grabado por Montserrat Torrent en el CD Antología histórica de la música catalana: El órgano del Vendrell (Barcelona: PDI, 1995. Ref. G-80.1050. Reedición de la grabación original de 1965)
- Tiento garrido de mano derecha, de 8.º tono
- Tiento partido de la mano derecha, de 8.º tono [nota 2]
- Tiento partido de la mano izquierda, de 1.er tono [nota 3]
- Tiento partido de la mano izquierda, de 8.º tono [nota 3]